# Manlio Di Rosa
Manlio Di Rosa (Livorno, 14 settembre 1914 – Livorno, 15 marzo 1989) è stato uno schermidore italiano, specializzato nel fioretto. Ha vinto due medaglie d'oro, due d'argento ed una di bronzo nella scherma, ai Giochi olimpici.

## Biografia
Cresciuto schermisticamente sotto la guida di Giuseppe Nadi, e dopo morte di questi allenato dal Athos Perone (a sua volta allievo di Nadi) presso lo storico Circolo Scherma Fides di Livorno, Manlio di Rosa è stato uno dei maggiori schermidori italiani del dopoguerra.

## Palmarès
In carriera ha ottenuto i seguenti risultati:
 Giochi olimpici 
Individuale
- Bronzo nel fioretto a Helsinki 1952

A squadre
- Oro nel fioretto a Berlino 1936
- Oro nel fioretto a Melbourne 1956
- Argento nel fioretto a Londra 1948
- Argento nel fioretto a Helsinki 1952

 Mondiali 
Individuale
- Oro nel fioretto a Stoccolma 1951
- Argento nel fioretto a Lisbona 1947
- Bronzo nel fioretto a Bruxelles 1953

A squadre
- Oro nel fioretto a Budapest 1933
- Oro nel fioretto a Varsavia 1934
- Oro nel fioretto a Parigi 1937
- Oro nel fioretto a Il Cairo 1949
- Oro nel fioretto a Montecarlo 1950
- Oro nel fioretto a Lussemburgo 1954
- Oro nel fioretto a Roma 1955
- Argento nel fioretto a Lisbona 1947
- Argento nel fioretto a Stoccolma 1951
- Argento nel fioretto a Bruxelles 1953

 Campionati italiani 
Individuale
- Oro nel fioretto nel 1942

A squadre